# In the Name of Love
«In the Name of Love» es una canción producida por el DJ y productor neerlandés, Martin Garrix, y la cantante y compositora estadounidense, Bebe Rexha. Fue lanzada en iTunes y servicios de streaming el 29 de julio de 2016, después de que se estrenó la canción en el Ultra Music Festival 2016. Un remix EP fue lanzado el 11 de noviembre de 2016, en la que consiste en tres remixes con DallasK, The Him y Snavs.

## Antecedentes y composición
«In The Name Of Love» es una canción Future Bass, EDM Y Electrónica, que contiene «una combinación de piano, bajo, y la guitarra con rasgueos proporcionan a lo largo de una percusión de versos comedidos».
Garrix y Rexha utilizaron FaceTime cuando ella estaba grabando la canción, ya que no estaba en el estudio inicialmente. Los dos más tarde se reunieron para terminarlo. Martin Garrix estrenó la canción en el Ultra Music Festival 2016, tocando su set en marzo de 2016. Anunció el lanzamiento de la canción el 24 de julio de 2016 a través de sus cuentas de redes sociales y en una entrevista en Tomorrowland 2016. En una entrevista, dijo que el 'álbum está terminado' y la canción aparecerá como el primer sencillo de este, en el que dijo que estaba trabajando. También es la primera pista en libertad desde su reciente acuerdo con Sony Music que también será distribuido por éste más tarde.
Cuando se le preguntó por qué eligió a Bebe Rexha para la colaboración, Garrix dijoː «En primer lugar, me encanta escuchar su voz. La conocí hace unos meses en Los Ángeles. Ella me enseñó algunos de sus demos y enseguida después de la primera canción, me enamoré de su voz, porque es tan única que es diferente. el equipo y yo estábamos de intercambio de ideas y luego Bebe terminó ayudando, fue montón de cambios y perfecciones para la canción y luego finalmente vine con la versión actual».

## Recepción crítica
Kat Bein de Billboard escribió que la canción muestra el crecimiento artístico de Garrix. «Es lejano a la contundencia, el latido Stomp-Ready de su avance, es muy bueno y llamó a la canción, un tema encantador, tan delicado como el que está limpio, es Garrix compartiendo su lado más suave». Por parte de Idolator, Rachel Sonis sintió que la canción. «Sonaba como el himno del verano que hemos estado esperando durante todo este tiempo».

## Vídeo musical
El vídeo musical oficial fue lanzado en Apple Music el 9 de agosto de 2016 y en YouTube dos semanas más tarde. El video comienza con Bebe Rexha con un vestido rojo en una piscina en un trampolín fuera de una mansión, rodeada de juncos de humo, nubes de tormenta y las explosiones de agua justo después de Martin Garrix entra en la escena caminando hacia un trampolín de pie a pocos metros de distancia de Rexha. A medida que se hunden por debajo de la superficie del agua, el video narra sobre el amor y sus tormentas. Hasta el momento ha conseguido más de 700.000.000 millones de reproducciones en el video oficial y más de 350.000.000 millones de reproducciones en el audio oficial.[cita requerida]

## Lista de canciones
| Descarga digital |                       |          |  |
| N.º              | Título                | Duración |  |
| 1.               | «In the Name of Love» | 3:19     |  |

| EP (The Remixes, Vol.1) |                                       |          |  |
| N.º                     | Título                                | Duración |  |
| 1.                      | «In the Name of Love» (DallasK Remix) | 3:20     |  |
| 2.                      | «In the Name of Love» (The Him Remix) | 3:29     |  |
| 3.                      | «In the Name of Love» (Snavs Remix)   | 3:00     |  |

## Posicionamiento en listas
| Listado (2016)                         | Mejor posición |
| -------------------------------------- | -------------- |
| Argentina (Monitor Latino)             | 13             |
| Australia (ARIA)                       | 8              |
| Austria (Ö3 Austria Top 40)            | 9              |
| Bélgica (Flandes) (Ultratop 50)        | 13             |
| Bélgica (Valonia) (Ultratop 50)        | 15             |
| República Checa (Rádio Top 100)        | 9              |
| República Dominicana (Monitor Latino)  | 14             |
| Dinamarca (Tracklisten)                | 8              |
| Finlandia (OFC)                        | 9              |
| Francia (SNEP)                         | 26             |
| Alemania (Offizielle Deutsche Charts)  | 14             |
| Hungría (Rádiós Top 40)                | 24             |
| Irlanda (IRMA)                         | 7              |
| Italia (FIMI)                          | 10             |
| Letonia (Latvijas Top 40)              | 10             |
| Líbano (Lebanese Top 20)               | 13             |
| Países Bajos (Dutch Top 40)            | 3              |
| Países Bajos (Mega Single Top 100)     | 4              |
| México (Mexico Airplay Billboard)      | 1              |
| Nueva Zelanda (Recorded Music NZ)      | 8              |
| Noruega (VG-lista)                     | 5              |
| Polonia (Polish Airplay Top 100)       | 65             |
| Portugal (AFP)                         | 7              |
| Escocia (Scottish Singles Sales Chart) | 11             |
| Eslovaquia (Singles Digitál Top 100)   | 52             |
| España (PROMUSICAE)                    | 14             |
| Suecia (Sverigetopplistan)             | 9              |
| Suiza (Schweizer Hitparade)            | 10             |
| Reino Unido (UK Singles Chart)         | 9              |
| Reino Unido (UK Dance Chart)           | 5              |

## Certificaciones
| País           | Organismo certificador | Certificación  | Ventas certificadas | Ref.   |
| -------------- | ---------------------- | -------------- | ------------------- | ------ |
| Alemania       | BVMI                   | Platino        | 200 000             |        |
| Australia      | ARIA                   | 2x Platino     | 140 000             |        |
| Austria        | IFPI Austria           | Oro            | 15 000              |        |
| Bélgica        | BEA                    | Platino        | 20 000              |        |
| Canadá         | Music Canada           | 3x Platino     | 240 000             |        |
| Dinamarca      | IFPI Dinamarca         | Platino        | 90 000              |        |
| España         | PROMUSICAE             | 2x Platino     | 80 000              |        |
| Estados Unidos | RIAA                   | 3x Platino     | 3 000               | [ 43 ] |
| Francia        | SNEP                   | Diamante       | 333                 |        |
| Italia         | FIMI                   | 4x Platino     | 200 000             |        |
| México         | AMPROFON               | Diamante + Oro | 330 000             | [ 44 ] |
| Noruega        | IFPI Noruega           | 3x Platino     | 180 000             |        |
| Nueva Zelanda  | RMNZ                   | Platino        | 15 000              |        |
| Polonia        | ZPAV                   | 4x Platino     | 80 000              |        |
| Portugal       | AFP                    | Platino        | 10 000              |        |
| Reino Unido    | BPI                    | 2x Platino     | 1 200 000           |        |
| Suecia         | GLF                    | 4x Platino     | 160 000             |        |

El tema ha vendido más de 17 millones (17,000,000) de unidades mundiales actualmente, siendo así una de las canciones EDM mejor vendidas en la historia de la música.